# Microcyba falcata
Microcyba falcata là một loài nhện trong họ Linyphiidae.
Loài này thuộc chi Microcyba. Microcyba falcata được Herman Theodor Holm miêu tả năm 1962.